# 烏拉圭真甲鯰
烏拉圭真甲鯰，為輻鰭魚綱鯰形目甲鯰科的其中一種，為溫帶淡水魚，分布於南美洲烏拉圭河下游流域，體長可達11.5公分，棲息在底層水域，生活習性不明。

## 扩展阅读
維基物種上的相關：烏拉圭真甲鯰